# Коженісте
Коженісте (пол. Korzeniste) — село в Польщі, у гміні Малий Плоцьк Кольненського повіту Підляського воєводства.
Населення — 397 осіб (2011).
У 1975-1998 роках село належало до Ломжинського воєводства.

## Демографія
Демографічна структура станом на 31 березня 2011 року:
|          | Загалом | Допрацездатний вік | Працездатний вік | Постпрацездатний вік |
| -------- | ------- | ------------------ | ---------------- | -------------------- |
| Чоловіки | 205     | 46                 | 142              | 17                   |
| Жінки    | 192     | 51                 | 107              | 34                   |
| Разом    | 397     | 97                 | 249              | 51                   |